# Kamikaze (Eminem-album)
 For alternative betydninger, se Kamikaze (flertydig). (Se også artikler, som begynder med Kamikaze)
Kamikaze (stiliseret som KAMIKAZƎ) er det tiende studiealbum fra den amerikanske rapper Eminem. Albummet blev udgivet den 31. august 2018 af Aftermath Entertainment, Shady Records, Interscope Records og Goliat Records.
Albummet byder på gæsteoptrædener fra Joyner Lucas, Royce da 5'9", Jessie Reyez, og ukrediteret sang af Justin Vernon. Eminem, krediteret som Slim Shady, og Dr. Dre har fungeret som executive producere, mens produktionen af de enkelte spor, kommer fra en bred vifte af musikere.
Navnet Kamikaze kendes mest fra krigen i Stillehavet hvor det var navnet på japanske selvmordspiloter.

## Optagelse og frigivelse
8. januar 2018 udgav Eminem uventet et remix at hans Revival-sang, "Chloraseptic", med 2 Chainz og Phresher. I den sang, gjorde Eminem grin med kritikere af Revival, ved blandt andet at rappe, "I just added to the fuel in my rocket pack, till I'm ready to respond then I'ma launch it at 'em... I'll be back..." Den 22. januar 2018 afslørede fotos at Mike Will Made-It i studiet med Eminem og Dr. Dre. Eftermiddagen før Kamikazes udgivelse udsendte Eminem sendt en 15-sekunders teaser af en ny sang på sociale medier, med logoet fra filmen Venom, uden kommentar. Albummet blev solgt på Eminems hjemmeside i flere formater, herunder bundtet med merchandise, såsom beklædning.

## Spor
Sporliste, producenter, og sangskriverkredit er taget fra albummets liner notes; Bemærk, at streaming-tjenester lister "Kamikaze" som det niende spor og "Fall" som det tiende spor.
| Kamikaze | Kamikaze                                   | Kamikaze                                         | Kamikaze | Kamikaze | Kamikaze | Kamikaze | Kamikaze | Kamikaze | Kamikaze |
| #        | Titel                                      | Producer(s)                                      | Længde   |          |          |          |          |          |          |
| -------- | ------------------------------------------ | ------------------------------------------------ | -------- | -------- | -------- | -------- | -------- | -------- | -------- |
| 1.       | "The Ringer"                               | Ronny J Illa da Producer Eminem [a]              | 5:37     |          |          |          |          |          |          |
| 2.       | "Greatest"                                 | Mike Will Made It Jeremy Miller                  | 3:46     |          |          |          |          |          |          |
| 3.       | "Lucky You" (featuring Joyner Lucas)       | Boi-1da Illa da Producer Eminem Jahaan Sweet     |          |          |          |          |          |          |          |
| 4.       | "Paul" (Skit; performed by Paul Rosenberg) | Eminem                                           | 0:35     |          |          |          |          |          |          |
| 5.       | "Normal"                                   | Illa da Producer S1 LoneStarr Muzik Swish Allnet | 3:42     |          |          |          |          |          |          |
| 6.       | "Em Calls Paul" (Skit)                     | Eminem                                           | 0:49     |          |          |          |          |          |          |
| 7.       | "Stepping Stone"                           | L. Resto Eminem                                  | 5:09     |          |          |          |          |          |          |
| 8.       | "Not Alike" (featuring Royce da 5'9")      | Tay Keith Ronny J Eminem                         | 4:48     |          |          |          |          |          |          |
| 9.       | "Kamikaze"                                 | Mike Will Made It Eminem                         |          |          |          |          |          |          |          |
| 10.      | "Fall"                                     | Suby Eminem                                      | 3:36     |          |          |          |          |          |          |
| 11.      | "Nice Guy" (featuring Jessie Reyez)        | S1 Ball Eminem                                   | 2:30     |          |          |          |          |          |          |
| 12.      | "Good Guy" (featuring Jessie Reyez)        | Illa da Producer Eminem                          | 2:22     |          |          |          |          |          |          |
| 13.      | "Venom" (Musik fra filmen)                 | L. Resto Eminem                                  | 4:29     |          |          |          |          |          |          |
| 45:49    |                                            |                                                  |          |          |          |          |          |          |          |

- ↑[a] betyder en co-producer
- "Fall" indeholder ukrediteret sang af Justin Vernon

Samplekredit
- "The Ringer" indeholder en interpolation fra "Ooouuu", skrevet af Katorah Marrero og Matthew Jacobson, som udføres af Young M.A.
- "Greatest" indeholder en interpolation fra "Humble", skrevet og sunget af Kendrick Lamar og "Woke Up Like This", skrevet og sunget af Lil Uzi Vert og Playboi Carti.
- "Normal" indeholder et udsnit fra "Seconds", skrevet og sunget af Little Dragon.
- "Kamikaze" indeholder et udsnit fra "I'm Bad", skrevet af James Smith, Dwayne Simon og Bobby Ervin, fremført af LL Cool J.
- "Good Guy" indeholder et udsnit fra videospil-serien Kingdom Hearts.

## Hitlister
| Hitliste (2018)                   | Højeste placering |
| --------------------------------- | ----------------- |
| Australien (ARIA)                 | 1                 |
| Belgien (Ultratop Flanderen)      | 1                 |
| Belgien (Ultratop Vallonien)      | 3                 |
| Canada (Billboard)                | 1                 |
| Danmark (Album Top-40)            | 1                 |
| Finland (Musiikkituottajat)       | 1                 |
| Frankrig (SNEP)                   | 3                 |
| Grækenland (IFPI)                 | 3                 |
| Holland (Album Top 100)           | 1                 |
| Irland (IRMA)                     | 1                 |
| Italien (FIMI)                    | 1                 |
| New Zealand (RMNZ)                | 1                 |
| Norge (VG-lista)                  | 1                 |
| Polen (ZPAV)                      | 3                 |
| Portugal (AFP)                    | 4                 |
| Skotske albummer (OCC)            | 1                 |
| Schweiz (Schweizer Hitparade)     | 1                 |
| Spanien (PROMUSICAE)              | 12                |
| Storbritannien (OCC)              | 1                 |
| Sverige (Sverigetopplistan)       | 1                 |
| Tjekkiet (ČNS IFPI)               | 1                 |
| Tyskland (Offizielle Top 100)     | 2                 |
| Ungarn (MAHASZ)                   | 8                 |
| USA Billboard 200                 | 1                 |
| US R&B/Hip Hop Albums (Billboard) | 1                 |
| Østrig (Ö3 Austria)               | 1                 |

## Certifikationer
| Land | Certificering | Salg    |
| --- | ------------- | ------- |
| Danmark (IFPI Danmark) | Platin        | 20.000^ |
| New Zealand (RMNZ) | Guld          | 7.500^  |
| Norge (IFPI Norge) | Guld          | 15.000* |
| Storbritannien (BPI) | Guld          | 139.000 |
| *Salgstal baseret på certificering alene. ^Forsendelsestal baseret på certificering alene. xUspecificerede tal baseret på certificering alene. |               |         |